# Дюлево (област Бургас)
Вижте пояснителната страница за други значения на Дюлево.
За другото българско село с име Дюлево вижте Дюлево (Област Пазарджик). 
Дюлево е село в Югоизточна България. То се намира в община Средец, област Бургас.

## География
Селото се намира на 6 km от общинския център Средец и на 32 km от областния център Бургас.

## История
Старото име на селото е Айваджик. На турски „айва“ означава дюля. Името му е променено през 1934 г. с МЗ 2820 /обн.14.08.1934 г. на Дюлево. До 1877 г. в него са живели черкези, които след Освобождението го изоставят. В края на XIX век етнографът Димитър Маринов отбелязва жителите на Айваджик и няколко съседни села като рупци, предполагайки въз основа на неясни местни легенди, че те са потомци на бежанци от насилствената ислямизация в Родопите през XVII век.
Край селото се намира Чешма Барудовка, която е била турска баня, след което е взривена и част от барута е попаднал в извора. Водата има лек дъх на барут и се смята, че има лечебни свойства за проблеми с бъбреците.
Дюлево е било най-голямото село в региона, но след построяването на казармите в Средец, там се заселват много хора от съседните села. Средец става многочислен и се преструктурира в град.

## Население

### Етнически състав
Преброяване на населението през 2011 г.
Численост и дял на етническите групи според преброяването на населението през 2011 г.:
|                     | Численост |
| Общо                | 437       |
| Българи             | 390       |
| Турци               | 8         |
| Цигани              | -         |
| Други               | 5         |
| Не се самоопределят | -         |
| Неотговорили        | 34        |

В селото има транспорт до град Средец и град Бургас.

## Известни личности
В Дюлево е роден политикът Любомир Начев (1954 – 2006), министър на вътрешните работи през 1995 – 1996 г.
Народни представители:
- Стоян Шиваров (1914 – 1918 г.)
- Щерион Сокуров (1920 – 1923 г.)
- Марин Шиваров (1927 – 1931 г. и 1945 – 1948 г.)
- Недка Желязкова (1986 – 1989 г.)
- Любомир Начев (1954 – 2006 г.)

Дейци на науката:
- Проф. Белчо Илиев, д-р на икономическите науки
- Доц. Марин Шиваров, д-р на медицинските науки
- Доц. Петър Бинев, д-р на икономическите науки
- Доц. Иван Киров, д-р на историческите науки
- Доц. Георги Тащепелиев, д-р на историческите науки
- Д-р Николай Киров – на математическите науки